# 阿基·郭利斯馬基
阿基·郭利斯馬基（芬蘭語：Aki Kaurismäki，[ˈɑki ˈkɑ͡urismæki]ⓘ；1957年4月4日—）是一位芬蘭電影導演、製片、編劇與演員，代表作為《沒有過去的男人》。他被認為是芬蘭最著名的電影导演。2017年作品《希望的另一面》获得第67届柏林影展最佳导演銀熊奖。

## 生平
阿基·郭利斯馬基於1957年4月4日出生於芬蘭派耶特海梅区的奧里馬蒂拉，父親是銷售員，其家族姓「郭利斯馬基」（Kaurismäki）在芬蘭語中意指「鹿之山」。他曾於坦佩雷大學學習新聞學，20歲起便於慕尼黑電影博物館（Filmmuseum München）自學電影。大學時期就開始投稿於電影相關雜誌，成為電影評論家。
阿基·郭利斯馬基最早進入電影工作是與哥哥米卡·郭利斯馬基的電影中擔任共同編劇、共同導演與演員等職。他的首部獨立執導的劇情電影長片作品是《罪與罰》（Rikos ja rangaistus，1983年），是將杜斯妥也夫斯基著名的同名犯罪小說《罪與罰》改編，場景則是轉換為現代的赫爾辛基。該部作品使得阿基·郭利斯馬基開始受到芬蘭電影界的注目。
他第一部往國際發展的電影是於1986年於東京影展放映的《天堂陰影》（Varjoja paratiisissa），而他於1989年的喜劇電影作品《列寧格勒牛仔征美記》（Leningrad Cowboys Go America）使得他開始受到全世界的注目。
他的電影風格受到很多導演的影響，像是尚-皮耶·梅爾維爾與羅伯特·布列松讓他應用抑制的表演行為與簡潔的電影敘事去傳遞他的電影訊息。評論家通常也認為郭利斯馬基也受到寧那·華納·法斯賓德的影響，但是郭利斯馬基，藉著一部尖銳將自己赤裸呈現的電影，說明他過去不知何故未曾看過任何法斯賓德的電影，直到最近幾年才看過。他的電影有一種獨特的不被重視的幽默面，這樣的幽默也可以從吉姆·賈木許的電影之中發現。賈木許收藏了一個來自於郭利斯馬基電影《列寧格勒牛仔征美記》的浮雕寶石。而在賈木許的電影作品《地球之夜》（Night on Earth）之中在芬蘭赫爾辛基拍攝的片段，他也雇用了許多常常出現在郭利斯馬基電影中的演員。其他郭利斯馬基直接或是間接表示受到其影響的導演有恩斯特·劉別謙、路易斯·布努埃爾、小津安二郎、尚·維果、賈克·大地與大衛·格里菲斯等。
他大多數的電影作品都圍繞在他居住的城市赫爾辛基，特別是《法蘭兄弟》（Calamari Union），該片大多數場景都是在卡利奥区的勞工階級鄰里中拍攝，類似的場景還可以在所謂的「勞工階級三部曲」：《天堂陰影》、《升空號》（Ariel）與《火柴廠的女孩》（Tulitikkutehtaan tyttö）之中看見。值得一題的是，他對於赫爾辛基的視角是同時帶有批判與少見的非浪漫。除此之外，他電影中的角色經常表示他們多麼希望可以離開赫爾辛基：有的結束在墨西哥（如《升空號》），其他則是結束在愛沙尼亞（如《法蘭兄弟》與《坐穩車泰欣娜》）。
目前阿基·郭利斯馬基與其哥哥米卡·郭利斯馬基合作的電影公司工作，該公司電影產量約為全芬蘭的五分之一。

## 獲獎與抗議
以獲獎數來論斷的話，郭利斯馬基目前最成功的電影作品是2002年的《沒有過去的男人》。它在2002年的坎城影展贏得了評審團大獎與基督教人道精神獎，並獲得2003年奧斯卡最佳外語片獎的提名。然而，郭利斯馬基拒絕了參加這個盛會，並且表示他特別不喜歡在一個現在處於戰爭狀態中的國家之中參加派對。郭利斯馬基的下一部電影《薄暮之光》（Laitakaupungin valot）也被選為芬蘭在該年度奧斯卡最佳外語片獎的提名電影。而郭利斯馬基再度決定要抵制這個獎項並且拒絕這個提名，並將此當作是對於美國總統喬治·沃克·布希的外交政策的抗議。
郭利斯馬基最為知名抗議行動之一是發生在2003年，他在飛機起飛前20分鐘取消訪美行程，抵制了第40屆紐約影展，並以此支持他伊朗的導演夥伴阿巴斯·奇亞羅斯塔米，因為美國政府拒發簽證給後者讓他不能參加該影展。

## 導演作品

### 劇情長片
- 《罪與罰（芬蘭語：Rikos ja rangaistus (vuoden 1983 elokuva)）》（1983）
- 《法蘭兄弟（芬蘭語：Calamari Union）》（1985）
- 《天堂孤影（芬蘭語：Varjoja paratiisissa）》（1986）
- 《王子復仇新記（芬蘭語：Hamlet liikemaailmassa）》（1987）
- 《亞利爾號（芬蘭語：Ariel (elokuva)）》（1988）
- 《列寧格勒牛仔征美記（芬蘭語：Leningrad Cowboys Go America）》（1989）
- 《髒手（芬蘭語：Likaiset kädet (elokuva)）》（1989，電視電影）
- 《火柴廠的女孩（芬蘭語：Tulitikkutehtaan tyttö）》（1990）
- 《我雇了一名合約殺手（芬蘭語：I Hired a Contract Killer）》（1990）
- 《波西米亞生活（芬蘭語：Boheemielämää (elokuva)）》（1992）
- 《坐穩車泰欣娜（芬蘭語：Pidä huivista kiinni, Tatjana）》（1994）
- 《列寧格勒牛仔搭摩西（芬蘭語：Leningrad Cowboys Meet Moses）》（1994）
- 《流雲逝事（芬蘭語：Kauas pilvet karkaavat）》（1996）
- 《愛是生死相許（芬蘭語：Juha (vuoden 1999 elokuva)）》（1999）
- 《沒有過去的男人》（2002）
- 《薄暮之光（芬蘭語：Laitakaupungin valot）》（2006）
- 《溫心港灣（法语：Le Havre (film)）》（2011）
- 《希望在世界另一端（芬蘭語：Toivon tuolla puolen）》（2017）
- 《落葉》（2023）

### 短片
- 《洛基第六集（英语：Rocky VI (1986 film)）》（1986，MV）
- 《通過線（英语：Leningrad Cowboys Go America (album)）》（1987，MV）
- 《洛杉磯女人（英语：L.A. Woman (song)）》（1988，MV）
- 《十分鐘後：天堂來日（英语：Ten Minutes Older）》（2002）
- 《Bico（英语：Live! Visions of Europe）》（2004）
- 《The Foundry》（2007）

### 紀錄片
- 《塞馬湖現象（芬蘭語：Saimaa-ilmiö）》（1981）
- 《列寧格勒牛仔撞紅軍演唱會（芬蘭語：Total Balalaika Show）》（1994）
- 《Juice Leskinen & Grand Slam: The Pieksämäki Railway Station Blues》（2013，紀錄短片）

## 編劇作品

### 劇情長片
- 《騙子》（Valehtelija，1981年）
- 《毫無價值》（Arvottomat，1982年）
- 《罪與罰》（1983年）
- 《青蛙的家族傳說》（Klaani: Tarina Sammakoitten suvusta，1984年）
- 《法蘭兄弟》（1985年）
- 《羅索》（Rosso，1985年）
- 《天堂陰影》（1986年）
- 《會計獎》（Tilinteko，1987年）
- 《王子復仇新記》（1987年）
- 《升空號》（1988年）
- 《列寧格勒牛仔征美記》（1989年）
- 《火柴廠的女孩》（1990年）
- 《我雇了一個合約殺手》（1990年）
- 《波西米亞生活》（1992年）
- 《坐穩車泰欣娜》（1994年）
- 《列寧格勒牛仔碰見摩西》（1994年）
- 《流雲逝事》（1996年）
- 《愛是生死相許》（1999年）
- 《沒有過去的男人》（2002年）
- 《薄暮之光》（2006年）

### 紀錄片
- 《列寧格勒牛仔撞紅軍演唱會》（1994年）

### 短片
- 《賭注2》（Jackpot 2，1982年）
- 《洛基第六集》（1986年）
- 《通過線》（1987年）
- 《這些日子》（1992年）
- 《這雙靴子》（1992年）
- 《中介》（1996年）
- 《十分鐘前小號響起》（2002年）其中的片段〈天堂來日〉
- 《歐洲圖像》（2004年）其中的片段〈畢高〉
- 《浮光掠影：每個人心中的電影院》（2007年）其中的片段〈冶煉廠〉

### 電視作品
- 《骯髒的手》（1989年）
- 《我雇了一個合約殺手》（I Hired A Contract Killer，2001年）

## 製片作品

### 劇情長片
- 《法蘭兄弟》（1985年）
- 《馬可白》（Macbeth，1987年）
- 《會計獎》（1987年）
- 《王子復仇新記》（1987年）
- 《鐮刀與吉他》（Sirppi ja kitara，1988年）
- 《升空號》（1988年）
- 《列寧格勒牛仔征美記》（1989年）
- 《火柴廠的女孩》（1990年）
- 《我雇了一個合約殺手》（1990年）
- 《波西米亞生活》（1992年）
- 《浪子》（Tuhlaajapoika，1992年）
- 《瑞帕打滑》（Ripa ruostuu，1993年）
- 《坐穩車泰欣娜》（1994年）
- 《列寧格勒牛仔碰見摩西》（1994年）
- 《亡命戰車（芬蘭語：Iron Horsemen）》（1995年）
- 《流雲逝事》（1996年）
- 《寂靜的村莊》（Vaiennut kylä，1997年）
- 《愛是生死相許》（1999年）
- 《文學名著》（Klassikko，2001年，又譯為假如愛有天意）
- 《沒有過去的男人》（2002年）
- 《薄暮之光》（2006年）
- 《溫心港灣（英语：Le Havre (film)）》（2011年）

### 紀錄片
- 《塞马湖综合征（英语：The Saimaa Gesture）》（1981年）
- 《列寧格勒牛仔撞紅軍演唱會》（1994年）

### 短片
- 《洛基第六集》（1986年）
- 《通過線》（1987年）
- 《富有的小婊子》（1987年）
- 《這些日子》（1992年）
- 《中介》（1996年）
- 《堅硬的男人》（Kovat miehet，1999年）
- 《十分鐘前小號響起》（2002年）其中的片段〈天堂來日〉
- 《歐洲圖像》（2004年）其中的片段〈畢高〉
- 《浮光掠影：每個人心中的電影院》（2007年）其中的片段〈冶煉廠〉

## 演出作品

### 劇情長片
- 《騙子》（1981年）
- 《毫無價值》（1982年）
- 《四月是最殘酷的月份》（Huhtikuu on kuukausista julmin，1983年）
- 《猴年》（Apinan vuosi，1983年）
- 《最後的鼠皮》（Viimeiset rotannahat，1985年）
- 《法蘭兄弟》（1985年）
- 《天堂陰影》（1986年）
- 《我雇了一個合約殺手》（1990年）
- 《列寧格勒牛仔碰見摩西》（1994年）
- 《亡命戰車（芬蘭語：Iron Horsemen）》（1995年）
- 《黑眼蘇珊娜與蝙蝠洞穴寶藏》（Mustasilmä-Susanna ja lepakkoluolan aarre，1996年）
- 《冤家鄰居》（Aaltra，2004年）

## 參见
- 芬蘭電影